# Klippvadarsvala
Klippvadarsvala (Glareola nuchalis) är en afrikansk fågel i familjen vadarsvalor inom ordningen vadarfåglar.

## Kännetecken

### Utseende
Klippvadarsvalan är en liten vadarsvala med en kroppslängd på endast 16,5-19,5 centimeter. Som andra vadarsvalor är den klykstjärtad och tärnlik. Vuxna fåglar är mörkgrå eller bruna med en karakteristisk vit linje från under ögat till nacken som ett halsband. De mörka vingarna har en distinkt vit fläck på undersidan. Buken är vanligtvis vit. Näbben är svart med röd bas, medan både ben och ögon är korallröda.

### Läten
Från klippvadarsvalan hörs högljudda, piparlika "kik-kik".

## Utbredning och systematik
Klippvadarsvala delas in i två distinkta underarter med följande utbredning:
- Glareola nuchalis liberiae – Rufous-collared pratincole[7] – förekommer från Sierra Leone till västra Kamerun
- Glareola nuchalis nuchalis – White-collared pratincole[8], Nominatform – förekommer från Tchad och Etiopien till Zambia, Namibia och Moçambique

Fågeln är närmast släkt med mindre vadarsvala (Glareola lactea) och grå vadarsvala (Glareola cinerea).

## Levnadssätt
Fågeln trivs som namnet avslöjar i klippig miljö utmed floder och sjöar. Den födosöker morgon och kväll i småflockar efter insekter som flugor, myror, skalbaggar, gräshoppor och cikador. Den har också setts plocka föda från ryggen på flodhästar.

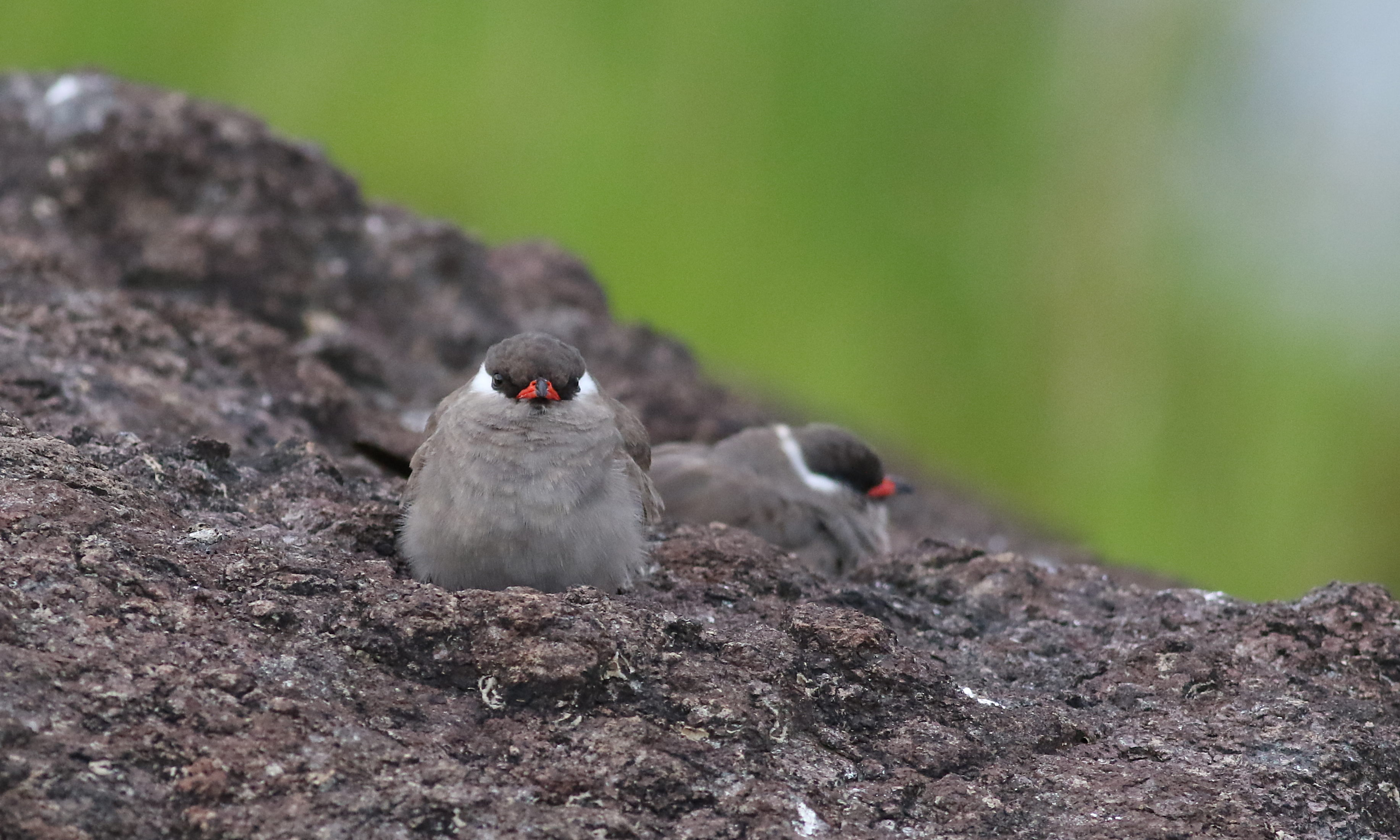
Klippvadarsvala vid Chobefloden, Kasane, Botswana.

### Häckning
Klippvadarsvalan har en utstuderad spelflykt med högt ställda vingar och uppuffade nackfjädrar för att visa upp halsbandet. Den lever monogamt i par livet ut och häckar enbart under torka. Honan lägger ett till två ägg i en försänkning i en klippa omgiven av vatten. Båda könen ruvar äggen och blötlägger sina fjädrar för att kyla ner dem. Efter kläckning tar ungarna skydd i klippskrevor och kan simma vid mycket tidig ålder.

## Status
Arten har ett stort utbredningsområde och internationella naturvårdsunionen IUCN kategoriserar arten som livskraftig. Beståndsutvecklingen är dock oklar.